# Alessandro Pertoldeo
Alessandro Pertoldeo (Rivignano, 1905 – Gandesa, 1º aprile 1938) è stato un militare italiano, decorato con la medaglia d'oro al valor militare alla memoria nel corso della guerra di Spagna.

## Biografia
Nacque a Rivignano, provincia di Udine, nel 1905,  figlio di Andrea e Inda Solimbergo. Dopo aver conseguito la licenza in fisico-matematica presso l'Istituto tecnico di Udine, frequentò a Bologna il primo biennio della facoltà di ingegneria, poi si dedicò alla cura dei propri terreni e alla politica, ricoprendo anche la carica di podestà nel suo Comune di nascita. Entrato a far parte della Milizia Volontaria Sicurezza Nazionale fin dal 1928 col grado di capomanipolo, fu istruttore premilitare e direttore dei corsi a Rivignano. Iscritto nella forza in congedo del Distretto militare di Trieste sostenne nel 1936, con esito favorevole, l'esperimento pratico per la nomina a sottotenente di complemento dell'arma di fanteria, prestando servizio di prima nomina nel gennaio 1937 presso il 12º Reggimento fanteria "Casale". Messo nuovamente a disposizione del Comando generale della M.V.S.N. con il grado di centurione, il 21 marzo 1937 si imbarcò a Genova per andare a combattere nella guerra di Spagna. Giunto in terra iberica fu assegnato alla 2ª Compagnia del battaglione "Inesorabile", 5º Reggimento CC.NN., della Divisione CC.NN "XXIII Marzo". Cadde in combattimento a Gandesa il 1 aprile 1938, e fu poi decorato con la medaglia d'oro al valor militare alla memoria.

### Fonti
1. ↑  Gruppo Medaglie d'Oro al Valore Militare 1965, p. 294.
2. 1 2 3 4 5 6 7  Combattenti Liberazione.
3. ↑   Medaglia d'oro al valor militare Bossonetto, Antonio, su quirinale.it, Quirinale. URL consultato l'11 febbraio 2023.
4. ↑  Registrato alla Corte dei conti lì 16 gennaio 1939,  registro n.1 guerra, foglio 304.